# UralZIS-355M
UralZis-355M a fost un camion produs de Ural din 1958 până în 1965, au fost produse aproximativ 100.000 de unități ale camionului, dar unele studii din 1965 au descoperit că corpul camionului nu era foarte robust și decis și că aproape toate camioanele vândute au fost rechemate pentru cabine care urmează să fie schimbate în cabine GAZ-51 care erau mai puternice.

## Istoric
Ural plănuia să lanseze un înlocuitor pentru camionul ZIS-5, care a fost dezvoltat de ZIS, însă în 1947 ZIS a lansat camionul ZIS-150 ca înlocuitor și succesor. Ural a decis să creeze un camion similar pentru a concura și a lansat noul lor camion numit Ural 355 în 1958, la câțiva ani după întreruperea camionului ZIS-5. În lunile următoare lansării sale, aproximativ 5.000 de unități au fost produse și vândute în întreaga lume, iar camionul a devenit destul de popular în Uniunea Sovietică.
În 1965, camionul a fost întrerupt și înlocuit cu camionul Ural-375, care a fost realizat pe șasiul vechiului camion Ural-355 și a împărțit majoritatea componentelor sale mecanice cu predecesorul său.